# Giurisdizione amministrativa (ordinamento italiano)
L'ordinamento italiano ha adottato un peculiare criterio di ripartizione della giurisdizione, imperniato sulla natura della situazione giuridica soggettiva lesa: se è un diritto soggettivo sussiste la giurisdizione ordinaria, se invece è un interesse legittimo sussiste la giurisdizione amministrativa (questo criterio generale è peraltro integrato da quello basato sulla materia nei casi eccezionali di giurisdizione esclusiva, fermo restando l'esercizio del potere autoritativo della PA). 
La tutela giurisdizionale è perciò ripartita, ai sensi dell'articolo 113 della Costituzione, fra gli organi di giurisdizione ordinaria e quelli di giurisdizione amministrativa, secondo il criterio della natura della situazione giuridica tutelata. 
Il criterio di riparto basato sulla differenza diritto soggettivo/interesse legittimo è cominciato a sbiadire nel tempo, grazie anche al susseguirsi delle pronunce giurisprudenziali che hanno registrato l'evoluzione in materia. Al criterio costituzionale si affiancano dunque altri criteri, tra cui il più rilevante è sicuramente quello che vede attribuire la giurisdizione al Giudice Amministrativo ogni qual volta la Pubblica Amministrazione agisce in veste autoritativa. Al contrario, nei casi un cui la PA non agisce in veste di autorità, la giurisdizione spetta al Giudice Ordinario (Corte Cost. n. 204 del 2004 e 191 del 2006).
Nell'approvazione del codice del processo amministrativo italiano, infatti, si riteneva che non fosse stata contemplata "l’azione di condanna ad un facere, detta di adempimento, nella quale la sentenza predetermina l’atto da emanare o l’attività da compiere da parte della Pubblica Amministrazione": tuttavia, il T.A.R. Lombardia ne ha facilmente dimostrato "l’ammissibilità, a codice invariato, fingendo di interpretarlo come se nulla fosse successo. È bastato ragionare alla rovescia, partendo dalla descrizione che il codice fa delle sentenze per poi risalire all’ammissibilità della domanda, cioè alla tipologia dell’azione". D'altro canto, sotto altre forme quest'esigenza è soddisfatta anche da altre giurisdizioni, come dimostra il nobile officium della Court of Session scozzese ovvero la nomina del commissario ad acta nel giudizio di ottemperanza.

## Accesso
Nel sistema italiano di giustizia amministrativa sono presenti sia i ricorsi amministrativi, sia la tutela giurisdizionale; l'ordinamento italiano ha adottato un peculiare criterio di ripartizione della giurisdizione, imperniato sulla natura della situazione giuridica soggettiva lesa: se è un diritto soggettivo sussiste la giurisdizione ordinaria, se invece è un interesse legittimo sussiste la giurisdizione amministrativa; questo criterio generale è peraltro integrato da quello basato sulla materia, nei casi di giurisdizione esclusiva (si tratta di eccezioni che, però, sono andate espandendosi nel corso degli anni).
I primi sono esperibili innanzi ad organi amministrativi non giurisdizionali e sono, di regola, il ricorso gerarchico proprio e il ricorso straordinario al Presidente della Repubblica; sono, invece, esperibili nei soli casi previsti dalla legge il ricorso in opposizione e il ricorso ad altri organi amministrativi (detto ricorso gerarchico improprio).

## Struttura
In Italia, la giurisdizione amministrativa si suddivide in tre categorie:
- giurisdizione generale di legittimità: ha ad oggetto l'invalidità dell'atto amministrativo ed è preordinata al suo annullamento;
- giurisdizione di merito: riguarda il merito, come ad esempio, il giudizio di ottemperanza;
- giurisdizione esclusiva: è il complesso delle materie che, sebbene afferenti a diritti soggettivi, sono devoluti dalla legge alla giurisdizione amministrativa.

## Organi
In Italia sono giudici amministrativi con competenza generale i tribunali amministrativi regionali (TAR) e il Consiglio di Stato. 
In Sicilia, oltre al TAR con sede a Palermo e sezione distaccata a Catania, vi è il Consiglio di giustizia amministrativa (CGA), organo previsto dallo Statuto speciale che svolge nell'isola le funzioni proprie del Consiglio di Stato e che il D.Lgs. 24 dicembre 2003, n. 373, qualifica come sezione distaccata dello stesso.
Il Consiglio di presidenza della giustizia amministrativa è l'organo di autogoverno dei magistrati del Consiglio di Stato e dei TAR, con un ruolo simile a quello del Consiglio superiore della magistratura per i magistrati ordinari; organi analoghi esistono anche per i magistrati della Corte dei conti.
Funzioni giurisdizionali amministrative con competenza per specifiche materie sono attribuite alla Corte dei conti, ai Tribunali Regionali delle acque pubbliche, al Tribunale Superiore delle acque pubbliche, ai tribunali militari, alla Corte militare di appello e alle commissioni tributarie provinciali e regionali.